# Petit Corbeau (film)
Pour l’article homonyme, voir Petit Corbeau.
Pour plus de détails, voir Fiche technique et Distribution.
Petit Corbeau (titre original : Der kleine Rabe Socke) est un film d'animation allemand réalisé par Ute von Münchow-Pohl et Sandor Jesse et sorti en 2012. 
Ce dessin animé, qui adopte un rendu de dessin en deux dimensions, s'inspire d'une série d'albums pour la jeunesse allemande écrits par Nele Moost et illustrés par Annet Rudolph.

## Synopsis
Chaussette est un petit corbeau qui doit son nom à la chaussette rayée rouge et blanche qu'il aime porter sur l'une de ses pattes. Il vit dans une maison en compagnie d'autres animaux, dans une forêt, à proximité d'un barrage. Chaussette est facétieux et fait souvent des bêtises. Un jour, il endommage accidentellement le barrage voisin, et met sa maison et toute la forêt en danger d'être englouties. De crainte d'affronter les reproches de Madame Blaireau, il décide de partir en compagnie de deux amis, le mouton Frisouille et l'ours Eddie, afin d'aller trouver les castors seuls capables de réparer le barrage.

## Fiche technique
- Titre français : Petit Corbeau
- Titre original : Der kleine Rabe Socke
- Réalisation : Ute von Münchow-Pohl, Sandor Jesse
- Scénario : Katja Grübel
- Production : 	Dirk Beinhold, Dirk Dotzert, Roland Junker
- Studios de production : Akkord Filmproduktion, Studio 88, SWR – Südwestrundfunk, HR - Hessischer Rundfunk, avec le soutien de MFG Baden-Württemberg, German Federal Film Board, German Federal Film Fund, MEDIA, HessenInvest
- Distribution : Gebeka Films (France, sortie en salles)
- Pays de production :  Allemagne
- Langue : allemand
- Format : couleur
- Cadrage : 1,85:1
- Son : Dolby numérique
- Durée : 111 minutes
- Dates de sortie :
  - Allemagne : 6 septembre 2012
  - France : 27 mars 2013

## Accueil critique
À sa sortie en France fin mars 2013, le film reçoit un accueil plutôt favorable des critiques de presse. Dans Le Monde, Sandrinel Marquès qualifie le film de « sympathique récit initiatique ». Dans Première, Pamela Pianezza donne au film trois étoiles sur quatre et apprécie avant tout le personnage principal, les décors et la fidélité des graphismes aux albums pour la jeunesse dont le film est tiré ; elle est moins convaincue par les quelques parties chantées. Selon Ouest France, le film développe « dans le dessin comme dans la conception, un style à l’ancienne avec des personnages singuliers dont les aventures réjouiront le tout jeune public. »